# Urduña
Urduña (castellà Orduña) és un municipi de la província de Biscaia, País Basc, pertanyent a la comarca d'Arratia-Nerbion. Forma un exclavament de Biscaia, enclavat entre les províncies d'Àlaba i la Burgos. Limita amb els municipis burgalesos de Junta de Villalba de Losa i Berberana, i amb els alabesos d'Aiara, Amurrio i Urkabustaiz. El riu Nerbioi neix a 800 m d'alçada dins del terme municipal.

## Entitats locals menors
Al costat del territori que pròpiament pertany a la ciutat d'Urduña, dintre del municipi d'Urduña es troben els concejos de Belandia, Lendoño de Bajo, Lendoño de Arriba i Mendeika, que formaven antigament la Junta de Ruzábal i que conserven certa autonomia interna dintre del municipi, sent Urduña l'única localitat biscaïna que posseïx entitats d'àmbit inferior al municipi reconegudes dintre del seu terme municipal. També engloba el municipi la Comunitat d'Urduña, Junta de Villalba de Losa, Aiala i Amurrio, un petit territori comunal explotat de manera conjunta per aquests municipis.

## Història
El primer esment escrit sobre Urduña es remunta al segle viii, en l'època d'Alfons I. En el segle xiii la ciutat és un centre comercial d'elevat nivell. En 1536, part de la ciutat és destruïda per un incendi i descendeix la seva importància econòmica. A principis del segle xx s'inicia una important oferta turística amb l'auge del balneari de La Muera i les edificacions del Passeig de l'Antiga. En la primera dècada del segle xxi s'intenta donar un nou caràcter turístic a la ciutat, amb la transformació de l'antiga duana, situada en el centre de la ciutat, en un balneari modern.

## Personatges il·lustres
- Juan Ortiz de Zárate (1521-1576), conquistador i colonitzador, tercer avançat del Riu de la Plata.
- Juan de Garay (1528 - 1583), explorador i colonitzador que va explorar el riu Paranà i va fundar, entre d'altres, les ciutats Santa Fe i Buenos Aires (en la seva segona fundació).

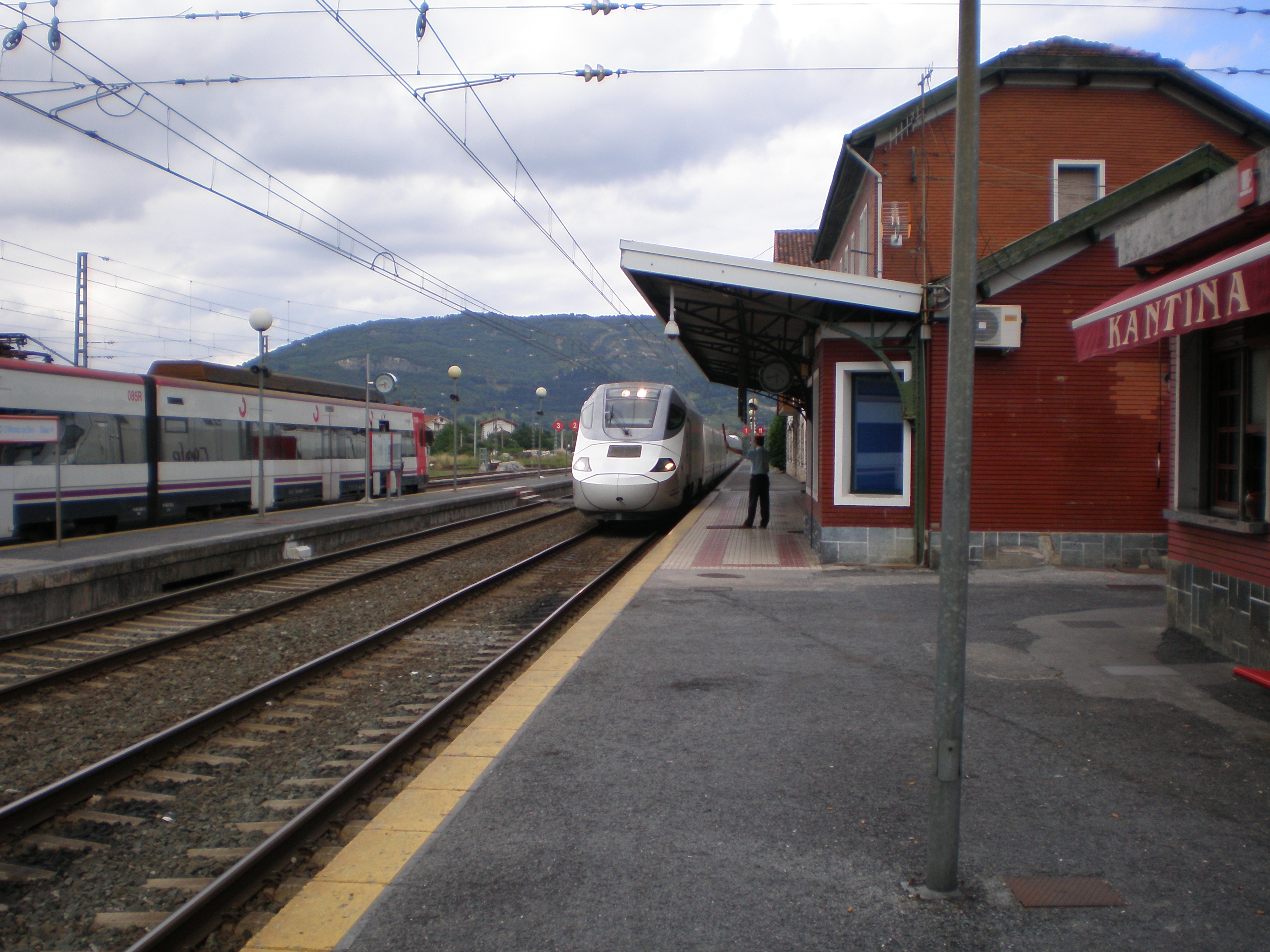
Estació d'Urduña